# Gentile da Foligno

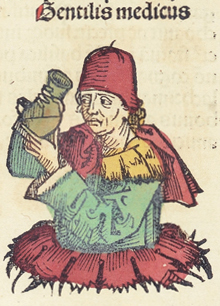
Portait de Gentilis Medicus.

Gentile da Foligno (en latin : Gentilis Fulgineus, G. Fulginas, G. de Fulgineo, G. de Gentilibus), surnommé le Spéculateur, né vers 1280/1290 à Foligno et mort dans la même ville le 18 juin 1348 est un médecin, un humaniste et un philosophe italien notamment adepte de la philosophie de la nature.

## Biographie
Gentile da Foligno fut l'élève de Thaddée de Florence à l'université de Bologne et de Pietro d'Abano à l'université de Padoue. Il eut pour camarade de classe, Bartolomeo da Varignana.
Il exerce la médecine à Bologne jusqu'en 1322, pour se rendre à Sienne, où il cherche à créer, sans succès, une école médicale. Il s'établit alors à Pérouse jusqu'à la fin de sa vie.
Il meurt à Foligno le 18 juin 1348, lors de la peste noire, une pandémie qui ravagea une grande partie de l'Europe entre 1348 et 1352. Son corps repose dans l'église de Foligno.

## Travaux
Il fut influencé par le philosophe grec Apulée et par le poète italien Cino da Pistoia.
Il fut le commentateur (exégèse ou herméneutique) de l'ouvrage en cinq tomes Le Canon d'Avicenne, ainsi que pour plusieurs textes anciens de Claude Galien et Hippocrate. Il fut un grand maître de la Scolastique, enseignement de la philosophie, développé et enseigné dans les universités au Moyen Âge, et le plus connu des médecins de l'Italie du nord de son époque.
Dans son commentaire sur Avicenne, il pose la question de savoir si les connaissances médicales peuvent être acquises avec certitude. Il conclut que seules les connaissances anatomiques, prouvées par la dissection, sont connues avec certitude par l'expérience. Le reste est du domaine de la conjecture. La médecine relève aussi d'un savoir pratique, en exercice sur des cas particuliers, qui ne s'enseigne pas, mais s'acquiert par l'habitude.
Il est l'auteur du premier traité synthétique sur les bains de cure thermale.
Il entrevoit un rapport entre le cœur et les reins, en reliant la rapidité du pouls avec la couleur et la quantité des émissions d'urine. Il envisage l'urine comme provenant du sang après passage à travers des pores rénaux, et recueillie par la vessie.
Fin 1347, il inaugure aussi une littérature de peste, en étant le premier à rédiger un traité de peste à la demande des autorités de Naples, Gênes et Pérouse. Il développe une théorie astrologique et miasmatique de la peste. Selon Adrien Philippe, il est un « partisan de la contagion », sur laquelle il a écrit des pages d'une logique remarquable, il est l'auteur d'une théorie (très moderne). Cette théorie établit que la peste consiste en un empoisonnement du sang renfermé dans le cœur et les poumons, et que cet empoisonnement, dû à une atmosphère infectée, se répand dans les régions les plus cachées du corps : « Venenosa putredo circa partes cordis et pulmonis de quibus venenoso vapore periculum est in vicinitatibus »
Cette relative clairvoyance ne l'empêchera pas d'être victime de l'épidémie, contre laquelle il énumère « d'indigestes inutilités ».

## Œuvres
- De complexione, proportione et dosi medicinarum ;
- Consilium de temporibus partus ;
- De statu hominum ;
- In Aegidium de pulsibus ;
- De lepra ;
- De febribus ;
- De balneis ;
- De divisione librorum Galeni ;
- Tractatus de reductione medicinarum ;
- Regimen preservativum ;
- Prim. et secund. Avicennae canon ;
- Consilia contra pestilentiam ;

Éditions imprimées :
- Consilia, Pavie, 1488 et Venise, 1502.
- Expositiones (...) cum textu Avicennae, Venise, 1492.
- Expositio et quaestiones..., Venise, 1576.
- Tractatus de pestilentia..., K. Sudhoff (Éd.), 1911.